# 武士 (副榜)
武士（越南语：／；1848年—？年），越南阮朝官員。

## 生平
武士是承天府廣田縣福煙總粘扶社（今屬承天順化省廣田縣廣壽社粘扶村）人，嗣德元年（1848年）出生。同慶三年（1888年），武士參加承天場鄉試，考中舉人。成泰元年（1889年），武士會試中格，庭試考中副榜。後任慕德知縣。